# Alsópetény
Alsópetény (hongrois : Alsópetény [ˈɒlʃoːpɛteːɲ] ; slovaque : Dolné Peťany) est une localité hongroise située dans le comitat de Nógrád.

## Site et localisation

### Topographie et hydrographie
Alsópetény est située au cœur des collines du Cserhát, dans la vallée du Cserhát occidental, au pied du Kő-hegy (423 m) et du Dél-hegy (446 m). Elle se trouve à 15 kilomètres au sud-est de Rétság, la ville la plus proche.
Depuis octobre 2007, la localité est traversée par le Sentier bleu de Hongrie (Országos Kéktúra) qui parcourt le pays d'ouest en est.

## Histoire
Des vestiges de fortifications retrouvés aux abords d'Alsópetény témoignent d'une occupation humaine ancienne, remontant à plusieurs siècles.
La première mention écrite du village date de 1268, lorsqu'il appartenait, avec Felsőpetény, à la puissante famille Csák. Un autre document de 1277 confirme l'existence de la localité sous son nom actuel.
Au début du XVe siècle, le village était la propriété de la famille Alsópetényi. En 1440, le roi Vladislas Ier l'attribua à la famille Szobi.
En 1507, István Werbőczy, célèbre juriste hongrois, devint seigneur du village. C'est à Alsópetény qu'il rédigea le Tripartitum, un recueil juridique fondamental du droit coutumier hongrois.
Pendant la période ottomane, le village fut presque entièrement détruit, y compris son ancienne église.
Au XVIIIe siècle, des Slovaques (Tót) furent installés dans la région dans le cadre des politiques de repeuplement. Plus tard, l'église fut reconstruite, marquant un renouveau pour la communauté locale.

## Population

### Minorités culturelles et religieuses
En 2001, la population d'Alsópetény était composée à 44 % de Slovaques, à 36 % de Hongrois, à 17 % de Roms, tandis que 1 % des habitants s'identifiaient comme Allemands, 1 % comme Slovènes, et 1 % appartenaient à une autre nationalité.
Lors du recensement de 2011, la répartition ethnique avait évolué : 82,6 % des habitants se déclaraient Hongrois, 17,1 % Slovaques, 6,3 % Roms, 0,5 % Allemands, 0,6 % Roumains et 0,2 % Slovènes. 17,4 % des habitants n'ont pas souhaité répondre à cette question, et le total peut dépasser 100 % en raison des identités multiples.
En matière de religion, 62,8 % des habitants se déclaraient catholiques romains, 3,6 % réformés, 1,5 % luthériens, 0,2 % grecs-catholiques et 3,2 % sans confession, tandis que 28,1 % n'ont pas répondu.
En 2022, la part des Hongrois a encore augmenté, atteignant 92,2 %, tandis que 1,5 % des habitants se déclaraient Roms, 0,2 % Allemands et 0,1 % Slovaques, Grecs et Roumains respectivement. 2,1 % appartenaient à une autre nationalité étrangère, et 7,6 % n'ont pas répondu.
Concernant la religion, 59 % de la population se déclarait catholique romaine, 1,2 % luthérienne, 0,7 % réformée, 0,3 % grecque-catholique, 0,1 % orthodoxe, 0,1 % juive, 1,7 % affiliée à une autre confession chrétienne et 1,5 % à une autre branche du catholicisme. 5 % des habitants se déclaraient sans appartenance religieuse, tandis que 30,3 % n'ont pas répondu à cette question.

## Équipements

### Réseaux extra-urbains
Alsópetény est accessible depuis Budapest en empruntant la route nationale 2, puis en bifurquant après Szendehely vers la route 2114, suivie des routes 21 125 et 2115, via Nőtincs et Felsőpetény. La route 2115 assure également la liaison avec Rétság et d'autres localités situées à l'est du village. Enfin, la route 2107, qui longe la limite sud-est de la commune, relie Alsópetény à Penc, en passant par Keszeg.

## Patrimoine urbain
Le château Gyurcsányi–Prónay, construit vers 1750, est un édifice de style baroque. Aujourd'hui en propriété privée, il se compose de trois bâtiments et possède un parc protégé, reconnu comme un site d'intérêt naturel.
Le château Andreánszky est un autre bâtiment historique de la localité, bien que moins documenté.
L'église actuelle remonte au XVIe siècle, remplaçant un ancien édifice détruit lors des incursions ottomanes. Au XVIIIe siècle, elle fut profondément remaniée et dotée d'un clocher séparé. Son architecture mêle des éléments gothiques et baroques. 
L'aménagement unique de l'église et de ses structures annexes se distingue parmi les édifices catholiques et a inspiré l'écrivain Dávid Rozványi dans son œuvre A Möbius-lépcső (Alsópetény).
La goulette Werbőczy (Werbőczy-gúla) fut érigée en 1791 à l'initiative de l'épouse d'Ignác Gyurcsányi, en mémoire d'István Werbőczy, auteur du Tripartitum.
Le lac Cser (Cser-tó), situé sur le ruisseau Petényi, est un étang de pêche prisé des amateurs.
Le belvédère Prónay (Prónay-kilátó), situé à la frontière avec Romhány, offre une vue panoramique sur les collines environnantes.
Un autre élément notable du patrimoine architectural d'Alsópetény est la manoir Somogyi, édifié dans les années 1820.
Enfin, Rózsavilág est un jardin de roses aménagé comme espace événementiel, contribuant au charme floral de la localité.

## La localité dans les représentations
En 1977, certaines scènes du film Defekt, réalisé par Lajos Fazekas, ont été tournées à Alsópetény, contribuant à son inscription dans l'histoire du cinéma hongrois.

## Personnalités liées à la localité
Alsópetény est le village natal de Gábor Andreánszky (1895–1967), botaniste et paléobotaniste, membre de l'Académie hongroise des sciences (MTA), reconnu pour ses contributions à l'étude de la flore fossile et actuelle.
Le village fut également le dernier lieu de résidence de István Andreánszky (1843–1917), qui occupa le poste de secrétaire d'État.